# Beate Klepper
Beate Klepper (* 19. Juli 1965 in Coburg, Bayern) ist eine deutsche Autorin, die in München lebt.

## Leben
Beate Klepper wuchs in Ebern in Unterfranken auf. Anfang der 1980er Jahre absolvierte sie in Bamberg eine Ausbildung zur Industriekauffrau. Neben ihrem Beruf beschäftigte sie sich intensiv mit der Geschichte des 18. und 19. Jahrhunderts und begann literarisch zu schreiben. Den Schwerpunkt bildeten Romanbiografien. Außerdem publizierte Beate Klepper eine Reihe von Erzählungen in Zeitschriften und Anthologien sowie einen Beitrag im Lichtenberg-Jahrbuch 1997 Spurensuche nach einer Unbekannten. Maria D. Stechard mit und über Lichtenberg hinaus betrachtet.
Laut Literaturportal Bayern ist Beate Klepper Mitglied im Verband Deutscher Schriftsteller (VS), im Freien deutschen Autorenverband (FDA), im Münchner Literaturbüro und beim Montségur-Autorenforum.

## Werk
Bücher, Auswahl
- Tumult der Seele, Romanbiografie, Piper Verlag, München 1999, ISBN 978-3-492-22868-8
- Spiel hinter Masken, historischer Roman, Salon Literaturverlag, München 2009, ISBN 978-3-939321-19-4
- Büchners Braut, Romanbiografie, Aufbau Verlag, Berlin 2013, ISBN 978-3-7466-2948-3[2]

Beiträge, Auswahl
- Vom Brief zum Roman. Verzeihen Sie, wenn ich diesen Punkt anspreche… Ein leider einseitiger Dialog mit Prof. Georg Christoph Lichtenberg. In: die horen, Zeitschrift für Literatur, Kunst und Kritik Nr. 193 1. Quartal 1999 – „Lichtenberg lesen!“ ISSN 0018-4942
- Sepia In: Übermänner – Literaturzeitschrift erostepost, Nr. 21, Literaturhaus Salzburg, 1999
- Bügeln In: Langeweile! -/kladde.auf/die.reihe/band.4 – Anthologie, Literareon, 2002, ISBN 3-8316-1040-1
- Die Hände des Tölpels In: Blüten hinter dem Limes, Anthologie des Freien Deutschen Autorenverbands LV, SALON LiteraturVERLAG 2005/2006, ISBN 3-939321-00-1
- Im Schattenland In: Das steinerne Auge. Historischer Episodenroman, Hg. Ruben Wickenhäuser, München, Bookspot 2009, ISBN 3-937357-35-1